# Hermetisme comunitari
L'Hermetisme comunitari és una actitud exclusivista i autoreferent per part d'un grup religiós concret que l'allunya dels interessos comuns de la societat de la qual forma part.